# Alchemilla vincekii
Alchemilla vincekii es una especie de planta del género Alchemilla, perteneciente a la familia Rosaceae.

## Taxonomía
Alchemilla vincekii fue descrita por Plocek en 1998.

## Distribución
Se encuentra en el territorio noroeste de los Balcanes.